# أوغندا
أُوغَنْدَة دولة في شرقي إفريقيا لا منفذ لها إلى المحيط واسمها الرسمي جُمْهُورِيَّةُ أُوغَنْدَة (بالسواحلية: جَمهُورِ يَ أُڠَانْدَ؛ وبالإنكليزية: Republic of Uganda). يحدها من الشرق كينيا، ومن الشمال جنوب السودان، ومن الغرب جمهورية الكونغو الديمقراطية، ومن الجنوب الغربي روندة، ومن الجنوب تنزانيا. يشمل الجزء الجنوبي من البلاد جزءًا كبيرًا من بحيرة فيكتوريا، المشتركة مع كينيا وتنزانيا. تقع أوغندة في منطقة البحيرات الكبرى الأفريقية. تقع أوغندة أيضًا داخل حوض النيل ولها مناخ استوائي متنوع ولكن عمومًا معدل. يبلغ عدد سكانها أكثر من 42 مليون نسمة، يعيش 8.5 مليون منهم في العاصمة وأكبر مدينة كنبالة.
سُمّيت أوغندة على اسم مملكة بوغندة، التي تضم جزءًا كبيرًا من جنوب البلاد، بما في ذلك العاصمة كنبالة. كان شعب أوغندة من شعوب الجمع والالتقاط حتى 1700 إلى 2300 عام مضت، عندما هاجر السكان الناطقون بالبانتو إلى الأجزاء الجنوبية من البلاد. ابتداءً من عام 1894، حكمت المملكة المتحدة المنطقة محمية، وأنشأت قانونًا إداريًا عبر الإقليم. حصلت أوغندة على استقلالها عن المملكة المتحدة في 9 أكتوبر 1962. تميزت الفترة منذ ذلك الحين بصراعات عنيفة، بما في ذلك دكتاتورية عسكرية استمرت ثماني سنوات بقيادة عيدي أمين.
اللغتان الرسميتان هما الإنجليزية والسواحلية، على الرغم من أنه يجوز استخدام أي لغة أخرى وسيلة للتعليم في المدارس أو المؤسسات التعليمية الأخرى أو لأغراض تشريعية أو إدارية أو قضائية كما قد ينص عليها القانون. اللوغندا، لغة مركزية معتمدة، يُتحدث بها على نطاق واسع في المناطق الوسطى والجنوبية الشرقية من البلاد، كما يُتحدث بعدة لغات أخرى، بما في ذلك لانغو، أكولي، رونيورو، رونيانكول، روكيجا، لو، روتورو، سامية، جوبادولا، ولوسوجا.
رئيس أوغندة الحالي هو يوري كاغوتا موسيفيني، الذي تولّى السلطة في يناير 1986 بعد حرب عصابات طويلة استمرت ستة أعوام. بعد التعديلات الدستورية التي ألغت حدود فترة ولاية الرئيس، كان قادرًا على الترشح وانتُخب رئيسًا لأوغندة في 2011 و 2016 وفي الانتخابات العامة 2021.

## التاريخ

### أوغندة ما قبل الاستعمار
كان سكان أوغندة من شعوب الجمع والالتقاط حتى 1700 - 2300 سنة ماضية. هاجر السكان الناطقون بالبانتو، والذين كانوا على الأرجح من وسط إفريقيا، إلى الأجزاء الجنوبية من البلاد.
وفقًا للتقاليد الشفوية والدراسات الأثرية، غطت إمبراطورية كيتارا جزءًا مهمًا من منطقة البحيرات الكبرى، من البحيرات الشمالية ألبرت وكيوجا إلى البحيرات الجنوبية فيكتوريا وتنجانيقا. يُزعم أن بونيورو كيتارا سابقة لممالك تورو وأنكول وبوسوجا.
غزا بعض اللو منطقة بونيورو واندمجوا مع مجتمع البانتو هناك، وأسسوا سلالة بابيتو من أوموكاما (حاكم) بونيورو كيتارا الحالي.
انتقل التجار العرب إلى الداخل من ساحل المحيط الهندي بشرق إفريقيا في ثلاثينيات القرن التاسع عشر للتجارة. في أواخر ستينيات القرن التاسع عشر، وجدت بونيورو في وسط غرب أوغندة نفسها مهددة من الشمال من قبل عملاء برعاية مصرية. على عكس التجار العرب من ساحل شرق إفريقيا الذين سعوا إلى التجارة، كان هؤلاء العملاء يروجون للغزو الأجنبي. في عام 1869، أرسل الخديوي إسماعيل باشا من مصر، سعياً منه لضم الأراضي الواقعة شمال حدود بحيرة فيكتوريا وشرق بحيرة ألبرت وجنوب جوندوكورو، المستكشف البريطاني سامويل بيكر في رحلة استكشافية عسكرية إلى حدود الشمالية لأوغندة، بهدف قمع تجارة الرقيق هناك وفتح الطريق أمام التجارة و«الحضارة». قاوم البانيورو بيكر، وكان عليه أن يخوض معركة يائسة لتأمين انسحابه. اعتبر بيكر المقاومة عملاً من أعمال الغدر، واستنكر البانيورو في كتاب (الإسماعيلية - سرد للرحلة الاستكشافية إلى وسط إفريقيا لقمع تجارة الرقيق، من تنظيم إسماعيل خديوي المصري (1874) والذي انتشر على نطاق واسع وقُرأ في بريطانيا. في وقت لاحق، وصل البريطانيون إلى أوغندة مع ميول ضد بونيورو والوقوف إلى جانب بوغندة الأمر الذي سيكلف المملكة في النهاية نصف أراضيها الممنوحة لبوغندة كمكافأة من البريطانيين. استُعيدت اثنتين من المقاطعات العديدة المفقودة إلى بونيورو بعد الاستقلال.
في ستينيات القرن التاسع عشر، بينما سعى العرب للحصول على نفوذ من الشمال، وصل المستكشفون البريطانيون الذين يبحثون عن منبع النيل إلى أوغندة. تبعهم المبشرون الإنجليكان البريطانيون الذين وصلوا إلى مملكة بوغندة عام 1877 والمبشرين الكاثوليك الفرنسيين في عام 1879. أدى هذا الوضع إلى وفاة شهداء أوغندة عام 1885 - بعد تحول موتيسا الأول والكثير من بلاطه، وخلافة ابنه المناهض للمسيحية موانغا.
استأجرت الحكومة البريطانية شركة شرق إفريقيا البريطانية الإمبريالية للتفاوض بشأن الاتفاقيات التجارية في المنطقة بدءًا من عام 1888.
من عام 1886، كانت هناك سلسلة من الحروب الدينية في بوغندة، في البداية بين المسلمين والمسيحيين ثم من عام 1890، بين البروتستانت الذين تدعمهم إنجلترا والكاثوليك الذين تدعمهم فرنسا. بسبب الاضطرابات المدنية والأعباء المالية، ادّعت شرق إفريقيا البريطانية الإمبريالية أنها غير قادرة على الحفاظ على احتلالها للمنطقة. كانت المصالح التجارية البريطانية متحمسة لحماية الطريق التجاري لنهر النيل، ما دفع الحكومة البريطانية إلى ضم بوغندة والأراضي المجاورة لإنشاء محمية أوغندة عام 1894.

### محمية أوغندة(1894-1962)
كانت محمية أوغندة محمية تابعة للإمبراطورية البريطانية من عام 1894 إلى عام 1962. وفي عام 1893، نقلت شركة شرق إفريقيا البريطانية الإمبريالية حقوقها الإدارية للأراضي التي تتكون أساسًا من مملكة بوغندة إلى الحكومة البريطانية. تخلت شرق إفريقيا البريطانية الإمبريالية عن سيطرتها على أوغندة بعد أن دفعتها الحروب الدينية الداخلية في أوغندة إلى الإفلاس. في عام 1894، أنشِئت محمية أوغندة، وامتدت أراضيها إلى ما وراء حدود بوغندة من خلال توقيع المزيد من المعاهدات مع الممالك الأخرى (تورو عام 1900، وأنكول عام 1901، وبونيورو عام 1933) إلى منطقة تتوافق تقريبًا مع تلك الموجودة في أوغندة الحالية.
كان لوضع المحمية عواقب مختلفة كثيرًا بالنسبة لأوغندة عما لو كانت المنطقة مستعمرة مثل كينيا المجاورة، بقدر ما احتفظت أوغندة بدرجة من الحكم الذاتي الذي كان من الممكن أن يكون محدودًا في ظل إدارة استعمارية كاملة.
في تسعينيات القرن التاسع عشر، جُنِّد 32 ألف عامل من الهند البريطانية في شرق إفريقيا بموجب عقود عمل بعقود لبناء سكة حديد أوغندة. عاد معظم الهنود الباقين على قيد الحياة إلى ديارهم، لكن 6724 قرروا البقاء في شرق إفريقيا بعد اكتمال الخط. بعد ذلك، أصبح البعض تجارًا وسيطروا على حلج القطن وتجارة التجزئة.
من عام 1900 إلى عام 1920، تسبب وباء مرض النوم في الجزء الجنوبي من أوغندة، على طول الشواطئ الشمالية لبحيرة فيكتوريا، في مقتل أكثر من 250 ألف شخص.

## الجغرافيا

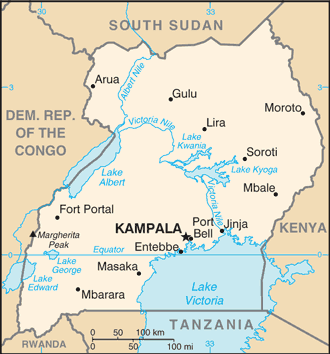
خريطة أوغندة.

يقع هذا البلد على هضبة شرق أفريقيا، وتقع في معظمها بين خطي عرض 4 ° N ° 2 وS (مساحة صغيرة هو شمالي 4 °)، وخطي طول 29 ° و35 ° E. فإنه المتوسطات عن 1,100 متر (3,609 قدم) فوق مستوى سطح البحر، وهذه المنحدرات بثبات جدا نزولا إلى سهل السودانية في الشمال. ومع ذلك، فإن الكثير من الجنوب ينضب سيئة، في حين يهيمن منطقة الوسط بنسبة بحيرة كيوجا، والتي تحيط أيضا مناطق المستنقعات واسعة النطاق.
أوغندة تقع بشكل كامل تقريبا داخل حوض النيل. المصارف فيكتوريا النيل من البحيرة إلى بحيرة كيوجا وبحيرة ألبرت ثم إلى الحدود الكونغولية. ثم تسير شمالا إلى جنوب السودان. ينضب منطقة واحدة صغيرة على الطرف الشرقي من أوغندة من قبل نهر تركويل وهي جزء من حوض الصرف الداخلية لبحيرة توركانا.
بحيرة كيوجا بمثابة الحدود بين المتحدثين البانتو الخام في الجنوب والنيلية ووسط السودانية المتحدثين باللغة في الشمال. على الرغم من الانقسام بين الشمال والجنوب في الشؤون السياسية، هذه الحدود اللغوية تمتد تقريبا من الشمال الغربي إلى الجنوب الشرقي، بالقرب من مجرى النيل. ومع ذلك، يعيش عدد كبير من الأوغنديين بين الناس الذين يتكلمون لغات مختلفة، وخاصة في المناطق الريفية. تصف بعض المصادر التباين الإقليمي من حيث الخصائص الفيزيائية والملبس والزينة الجسدية، والسلوكيات، ولكن آخرين يدعون أن هذه الاختلافات تختفي.

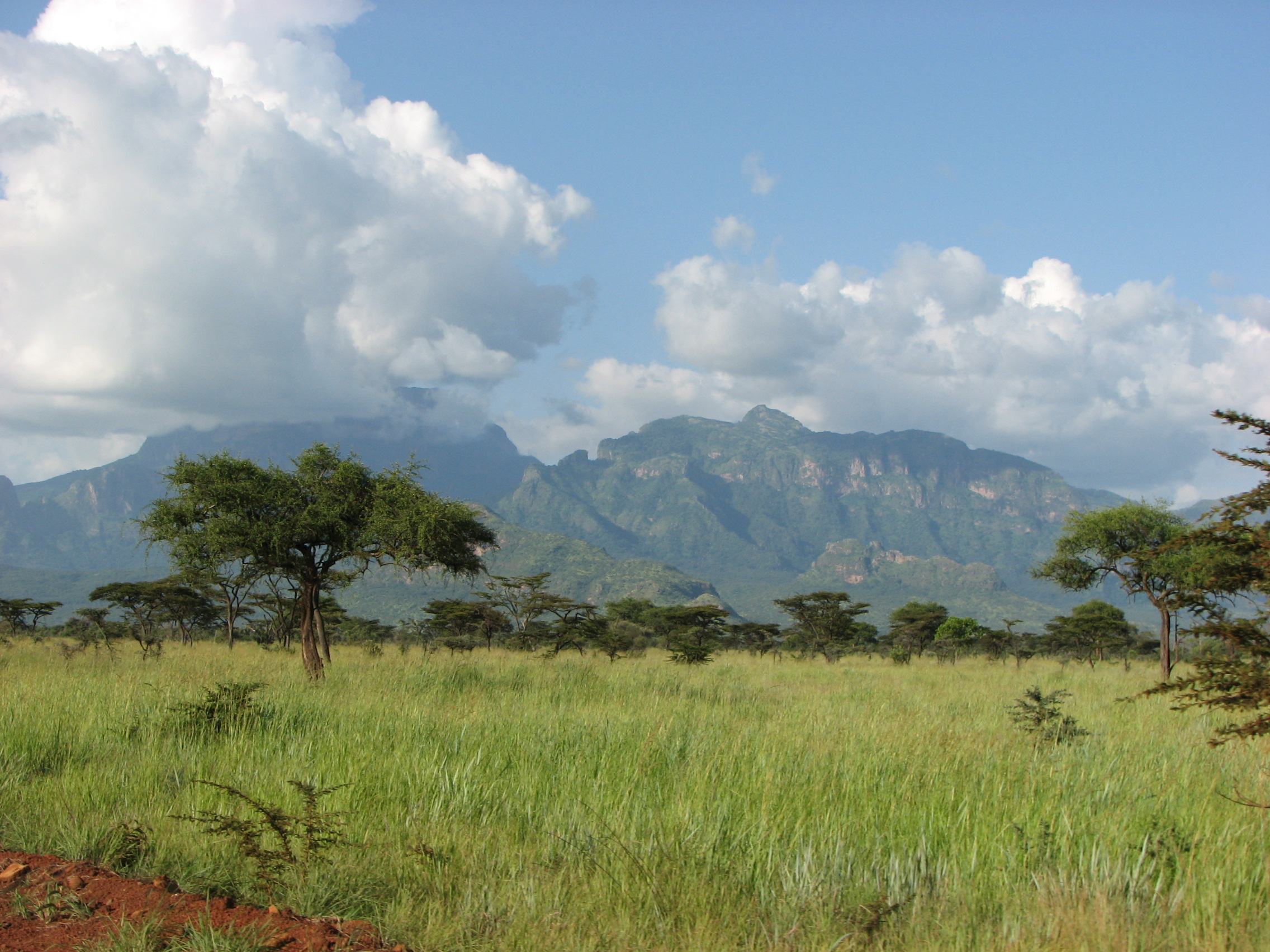
جبل كادام، أوغندة.

على الرغم الاستوائية عموما، والمناخ ليست موحدة كما يعدل علو المناخ. جنوب أوغندة هو أكثر رطوبة والمطر ينتشر عادة على مدار السنة. في عنتيبي على الشاطئ الشمالي لبحيرة فيكتوريا، تقع معظم الأمطار في الفترة من مارس إلى يونيو وخلال الفترة نوفمبر / ديسمبر. إلى الشمال من موسم الجفاف يخرج تدريجيا؛ في جولو حوالى 120 كم (75 ميل) من الحدود السودانية الجنوبية، نوفمبر-فبراير هو الأكثر جفافا بكثير من بقية العام.
منطقة كاراموجا شمال شرق تعرف جفافا وتتعرض لموجات الجفاف في بعض السنوات. روينزوري، بلغت ذروتها ثلجي المنطقة الجبلية على الحدود الجنوبية الغربية مع الكونغو (جمهورية الكونغو الديمقراطية)، يتلقى الأمطار الغزيرة على مدار السنة، وهي منبع النيل. يتأثر جنوب البلاد بشدة من قبل واحدة من أكبر البحيرات في العالم، بحيرة فيكتوريا، والتي تحتوي على العديد من الجزر. ويمنع درجات الحرارة من متفاوتة كثيرًا ويزيد من الغيوم والأمطار. وتقع أهم المدن في الجنوب، بالقرب من بحيرة فيكتوريا، بما في ذلك العاصمة كنبالة ومدينة عنتيبي القريبة.
على الرغم من أنها غير ساحلية، فأوغندة، تحتوي على العديد من البحيرات الكبيرة، إلى جانب بحيرة فيكتوريا وبحيرة كيوجا، وهناك بحيرة ألبرت، بحيرة إدوارد وأصغر بحيرة جورج.

### البيئة والمحافظة عليها
أوغندة لديها 60 المناطق المحمية، بما في ذلك عشرة متنزهات وطنية: منتزه بويندي الوطني الذي لا يمكن اختراقه، منتزه جبال روينزوري الوطني الحديقة الوطنية (كلاهما من مواقع التراث العالمي لليونسكو مواقع التراث العالمي)، متنزه كيبالي الوطني، منتزه بحيرة مبورو الوطني، ومتنزه مغاهينجا غوريلا الوطني، منتزه جبل إلغون الوطني، منتزه مورشيسون فولز الوطني، حديقة الملكة إليزابيث الوطنية، ومنتزه سيموليكي الوطني.

## التقسيم الإداري

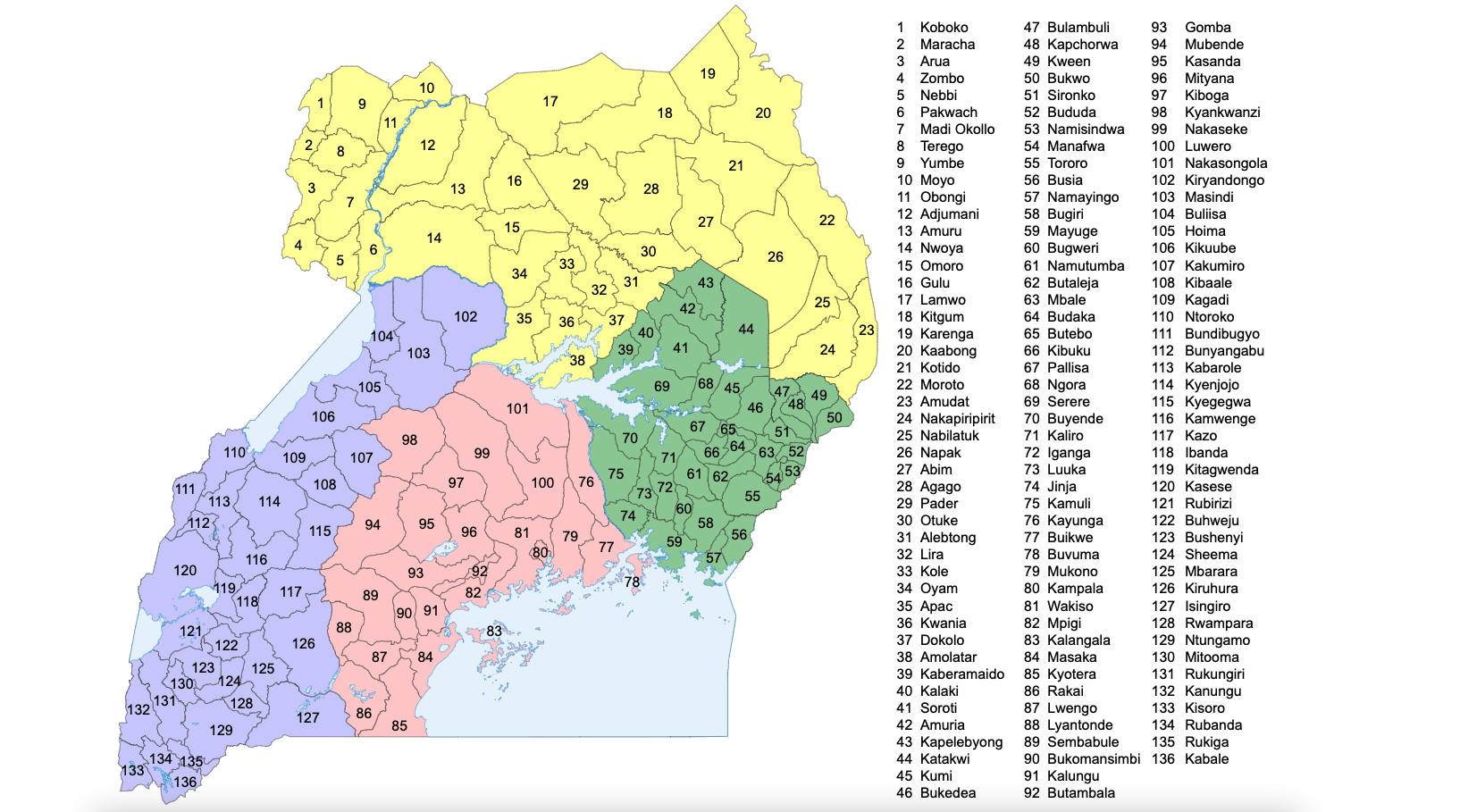
خريطة تظهر التقسيمات الإدارية لأوغندة اعتبارًا من عام 2020

كانت تنقسم أوغندة إدارياً إلى 112 ضاحية (منطقة) ومدينة واحدة هي مدينة كنبالة. وتشكل هذه الضواحي أربع أقاليم إدارية. غالباً ما تسمى الضواحي باسم البلدة التجارية أو الإدارية الرئيسية التابعة لها وتسمى باسم بلدة المشيخة (Chief Town).
إعتباراً من 1 يوليو 2020، تم تقسيم أوغندة إلى 136 ضاحية (منطقة) من 4 أقاليم.
منذ عام 2005 كانت الحكومة الأوغندية تعمل على تقسيم هذه الضواحي إلى وحدات إدارية أصغر منها مع أحدث تغير حصل في عام 2010. كان القصد من هذه اللامركزية منع التوزيع غير العادل للمصادر والتي كانت تذهب بمجملها إلى بلدة المشيخة في الضواحي تاركةً باقي المدن في الضاحية مهملة.
كل ضاحية تنقسم إلى مقاطعات (County) وبلديات (Municipality). وتنقسم بدورها إلى مقاطعات فرعية (Sub County) الرئيس المنتخب في الضاحية هو رئيس الخمسة للمجلس المحلي (Local Council) وتكتب بالعادة بالرقم الروماني خمسة V.

## السكان
يتكون سكان أوغندة من عدة قبائل تزيد على عشرين قبيلة. وينتمون إلى زنوج البانتو والنيليين الحاميين.

### البانتو
جماعات الباجندا ويشكلون خمس السكان تقريباً. وجماعات الباسوجا والبيانكوري. والكراجوي. وهناك جماعات صغيرة منها أباجسو وباثيولي وباجوب.

### القبائل النيلية الحامية
الأبنوس والكاراموجا والباري.

### القبائل الزنجية
لو ولانجو والألور. وهناك بعض الأقزام في مناطق العزلة بالغابات وبعض قبائل سيرياتل.
هذا إلى جانب جماعات مهاجرة من زائير ومن روندة وعناصر آسيوية من الهند وباكستان وجالية عربية احترفت التجارة من القديم.

### اللغة
يتحدث الأوغنديون السواحلية وعدداً من اللغات المحلية، غير أن اللغة الرسمية هي الإنجليزية، ولها لهجة مميزة يُطلق عليها الإنجليزية الأوغندية.

### الدين
%66 مسيحيون (40 % رومان كاثوليكيين، 26% بروتستانتين)، 20% مسلمون، 4% يتبعون أديان وعقائد مختلفة كالبهائية الهندوسية اليهودية بالإضافة للأديان المحلية.

## الاقتصاد
أوغندة بلد زراعي تزرع فيها الكاسافا والبطاطا والذُرة والدخن والأرز شاي عربي والقطن وقصب السكر هذا إلى جانب صيد الأسماك وتربية الحيوانات واستخراج النحاس والقصدير وقطع الأخشاب الجيدة.
احتلت أوغندة المركز 121 في مؤشر الابتكار العالمي عام 2023، متراجعة من المركز 102 عام 2019، إلا أنها حافظت على نفس المركز 121 في مؤشر عام 2024. 

## الرياضة
- أوغندة في الألعاب الألومبية.
- أوغندة في الألعاب الألومبية الصيفية 2016.
- أوغندة في بطولة العالم للألعاب المائية 2017.